# Cerebratulus marginatus
Cerebratulus marginatus är en djurart som tillhör fylumet slemmaskar, och som beskrevs av Armand-Marie-Vincent-Joseph Renier 1804. Enligt Catalogue of Life ingår Cerebratulus marginatus i släktet fläsknemertiner och familjen Cerebratulidae, men enligt Dyntaxa är tillhörigheten istället släktet fläsknemertiner, och ordningen Heteronemertea. Det är osäkert om arten förekommer i Sverige. Inga underarter finns listade i Catalogue of Life.